# قاع بولان
قاع بولان، أو كما يُطلق عليه القاع الأبيض الواقع في الجزء الجنوبي الغربي من مركز الربيعية التابع لمحافظة الشماسية التابعة لمنطقة القصيم.

## وصف القاع
قاع يتسم بالاتساع، ويقع في وادي الرمة، ومن الغرب الربيعية بمسافة تُقدر بـ 25 كيلاً من مدينة بريدة إلى الجهة الجنوبية الشرقية، وهو قاع خالي من الشجر والحجر بإستثناء الجزء الغربي الذي طوره الأمير متعب بن عبد العزيز آل سعود بالزراعة حين حفر بئراً ارتوازياً، وأنشأ الكثير من النخيل والأشجار، وبقي جزء من القاع على ماهو عليه، ويمتد حتى يصل إلى قرب الظليم
أنشئ الطريق الاسفلتي الذي ربط بريدة بالرياض عن طريق الزلفي وسدير، ورُدم ماحوله حتى أصبح الطريق مرتفعاً وماحوله منخفض مما أسهم في انتشار النباتات
قاع بولان كان في طريق حاج البصرة إلى مكة المكرمة، وليس المكان الوحيد الذي يسمى بهذا الاسم، بل هناك قاع آخر يُطلق عليه قاع بولان يتبع منطقة حائل.

## آثار القاع
- بقايا أعلام وُجدت في طريق الحاج واضحة للعيان
- الأحجار المجتمعة والمربوطة فيمابينها بالجص[3]

## ما قيل في القاع
- يقول صاحب المناسك:" ثم من وراء حبل الحاضر من الرمل أقواز صغار يمنةً ويسرةً عن الطريق، والمحجة فيها أحياناً رمل دعس، وأحياناً قيعان منه قاع بولان الذي يقول فيه الراجز

- كما يقول الراجز أيضاً:

- أنشد ياقوت (مالك بن الريب التميمي) قائلاً:

## انظر ايضاً
- الربيعية
- بريدة

## وصلات خارجية
- (قاع ماجد) في (البرقا) بالأسياح هو: (قاع بولان) على طريق حاج البصرة.
- الوالج ومعتور هما القاع الأبيض وسبخة غويمض.